# Městské opevnění (Brno)
Brněnské hradby tvořily systém městského opevnění, který byl vybudován ve 13. století za účelem ochrany Brna. Uzavíraly relativně nevelký prostor kolem dnešního brněnského centra. Za dobu své existence byly několikrát přestavovány, jejich účinnost doplňovaly věže, bašty, parkánová zeď a vodní příkop. Když bylo Brno v roce 1645 v obležení švédské armády, pomohlo brněnské opevnění uchránit město. Od 17. století hradby postupně zanikaly a jejich funkci dočasně nahradil pás bastionů, který v průběhu dalších staletí postupně rovněž zanikl.
Městských bran bylo původně pět, a to brány Běhounská, Brněnská, Měnínská, Veselá a Židovská. Sloužily jako skladiště zbraní a střelného prachu, svého času byly osazeny barbakány. Do dnešních dnů se dochovalo jen několik fragmentů brněnského opevnění, z bran pak pouze brána Měnínská. Jeden z nejzachovalejších úseků hradního zdiva se nachází v Husově ulici.

## Hradby

### Počátky
Vznik městských hradeb Brna sahá do 13. století: první písemný doklad o nich pochází z roku 1243. Městské opevnění je zmíněno v tzv. velkém privilegiu Václava I., ve kterém byl hradbami vymezen obvod města. Podle Václava Kolaříka však tato zmínka tehdejší existenci brněnských hradeb jasně nedokazuje, jelikož části textu velkého privilegia mohly být převzaty z jiných textů a s existencí brněnských hradeb privilegium jen počítalo.
Brněnské hradby patřily v době svých počátků k nejdokonalejším v Evropě. Ještě před nimi se nacházela parkánová zeď a za ní příkop, jež lépe chránily samotné hradby před nepřátelskými útoky. Příkop byl z většiny napuštěn vodou, avšak v některých částech, jako v místech za Petrovem, nebylo napuštění příkopu možné. V takových místech pak byly hradby ještě zesíleny třetí zdí. Hradby měly mírně oválný půdorys s delší východní a západní stranou. Uzavíraly plochu přibližně 36,4 hektarů a jejich obvod měřil asi 2 250 metrů. Byly vybaveny baštami, věžemi a někde později i bastiony. Předpokládaný počet věží je založen na analýzách obrazového materiálu a u jednotlivých autorů se většinou liší. Podle Oldřicha Vičara měly městské hradby 43 věží o vzájemném průměrném rozestupu okolo 40 metrů; jejich původní počet však odhaduje na 50. Parkánová zeď měla mít věží 11. Zachované fragmenty středověkých hradeb jsou postaveny z lomového nevrstveného zdiva, které má lité jádro. Zdi jsou široké 1,6–2,2 metru, původní výšku nelze již určit. U domu Husova č. 10 jsou však hradby zachované do výšky 10 metrů.

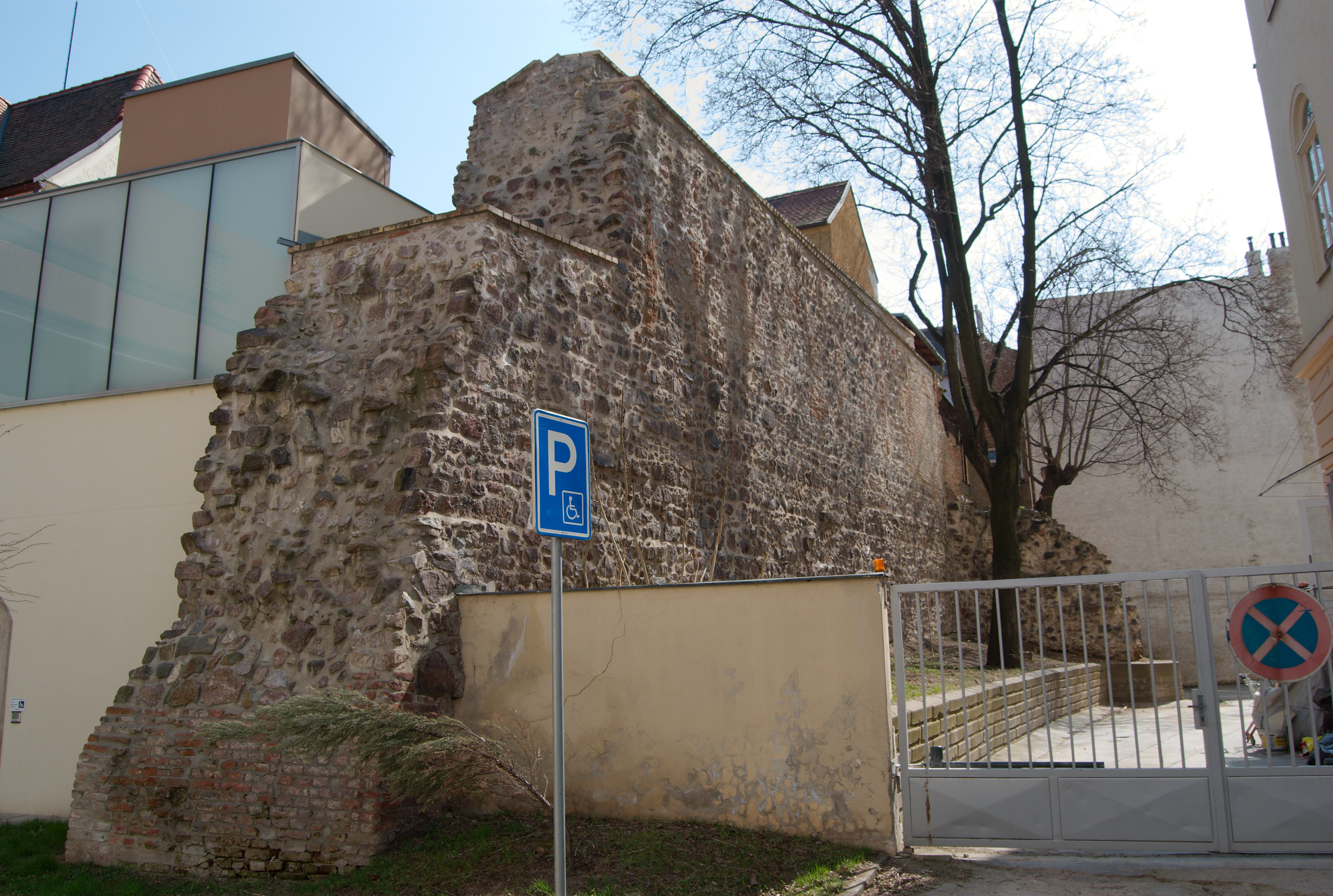
Pozůstatky hradeb u Husovy ulice (2009)
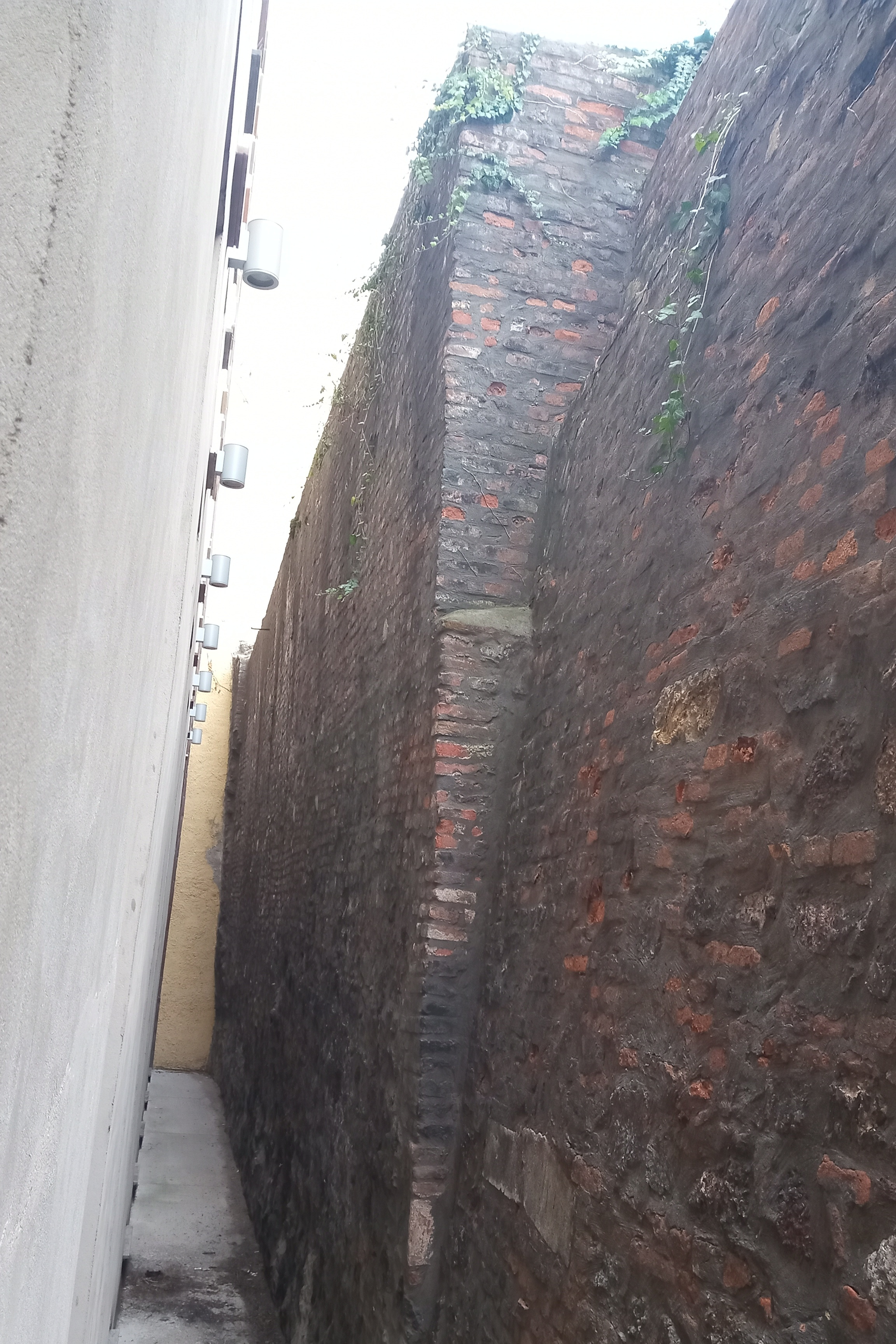
Pozůstatek hradeb za Domini Parkem nedaleko hotelu International (2022)
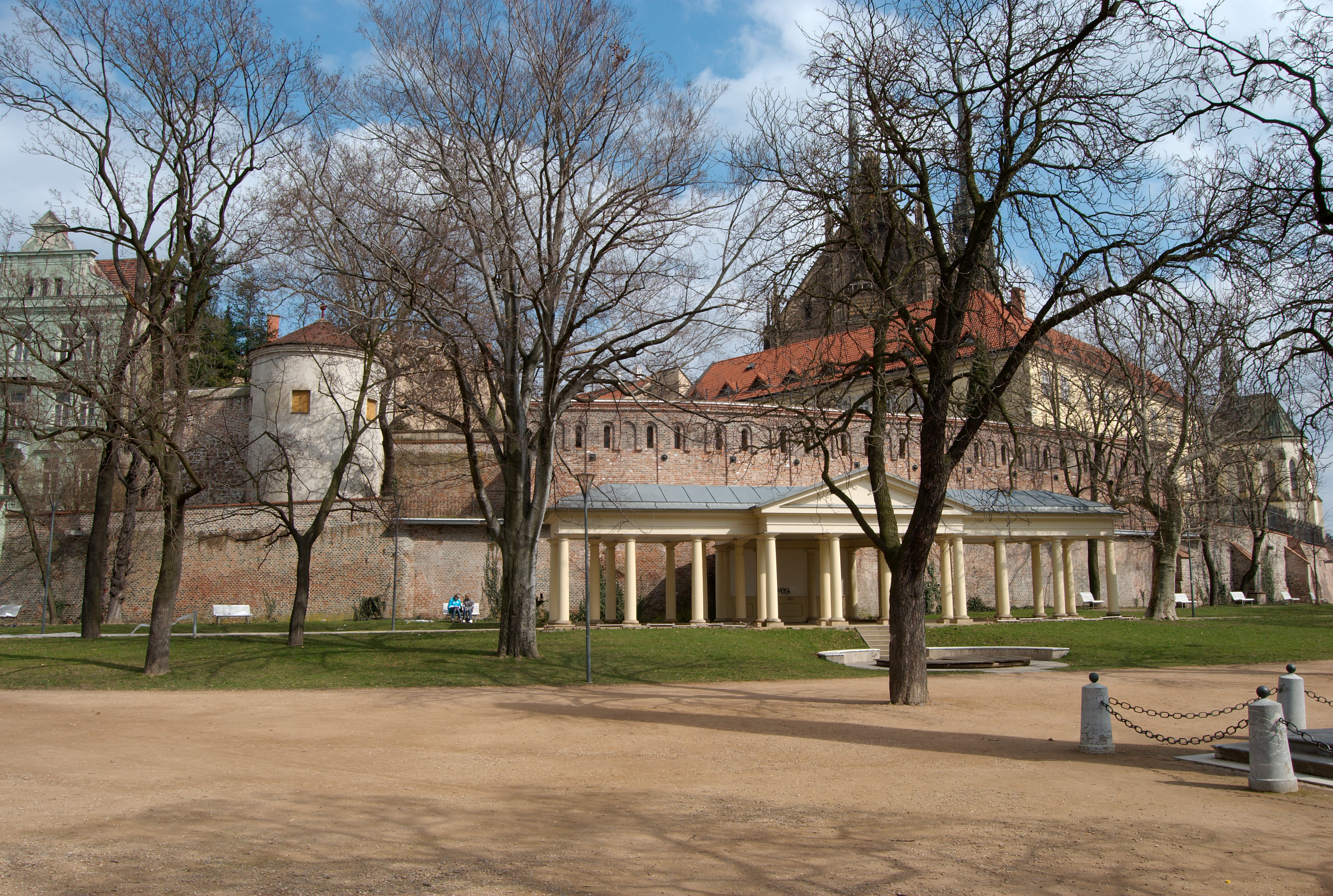
Zachovaný úsek středověkých hradeb přiléhající k Denisovým sadům
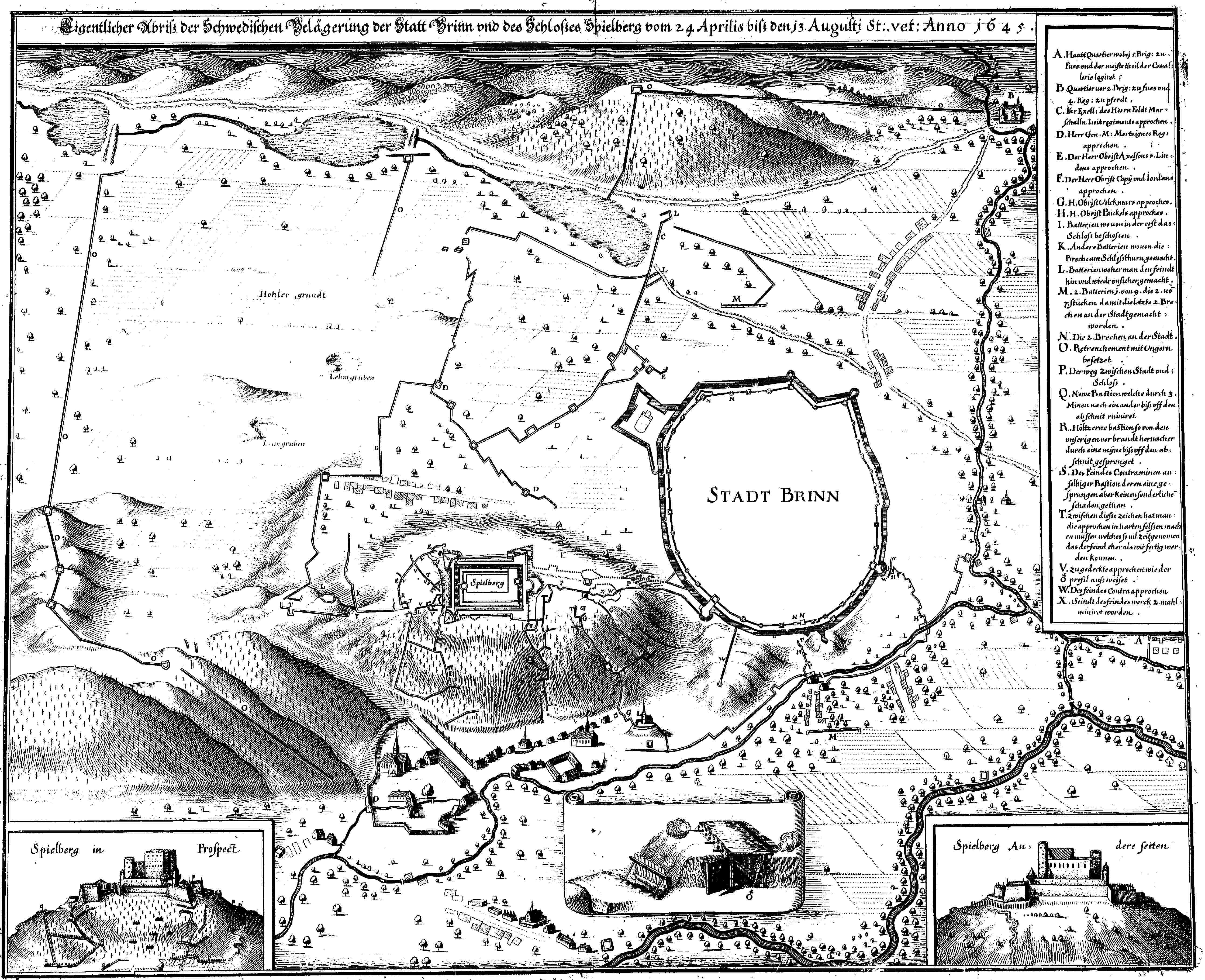
Plánek Brna a hradeb z roku 1645

Brněnské městské hradby vedly přibližně v místech dnešní Solniční ulice až k místu, kde dnes stojí Janáčkovo divadlo. Tam se stáčely na jih do dnešní Rooseveltovy ulice. Poté se táhly dnešní zástavbou v místech ulic Sukova, Měnínská, Novobranská a částečně Josefská. V místech konce ulice Bašty se hradby stáčely na sever kolem Petrova do dnešní Husovy, po které víceméně vedly až k ulici Solniční.

### Vývoj městského opevnění

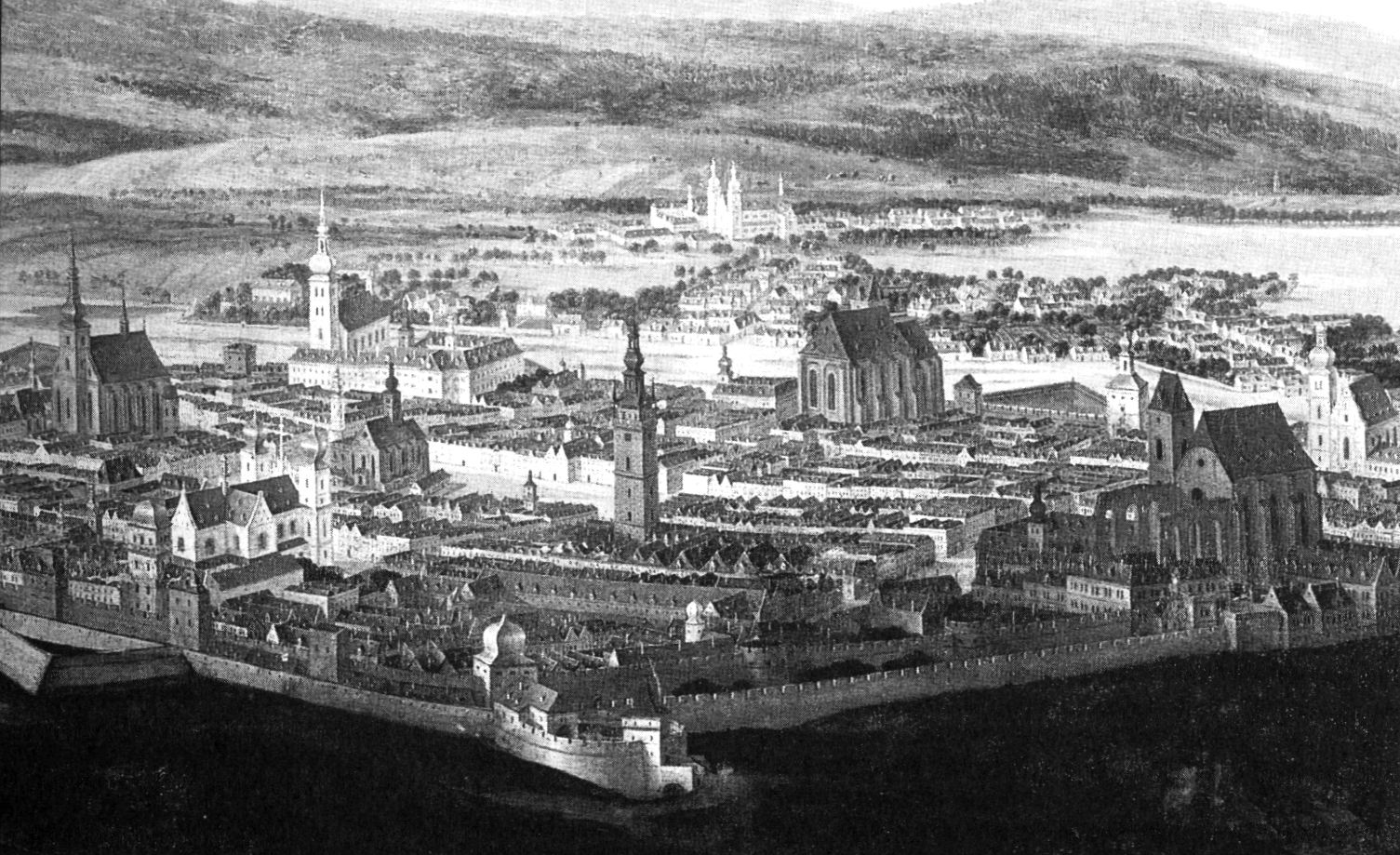
Pohled na Brno obehnané hradbami v roce 1690, v popředí Brněnská brána a Petrov

Ve 14. století bylo brněnské opevnění dále vylepšováno, mimo jiné stavbou dalších městských bran. Z příkazu Jana Lucemburského bylo k opravě opevnění brněnským židům uloženo zaplatit čtvrtinu celkové částky, která byla vybrána na nežidovských obyvatelích města. Pro tehdejší Brno bylo městské opevnění velmi důležité, o čemž svědčí i to, že správou hradeb byli pověřeni dva z dvanácti městských radních.
Jedno z prvních zdokonalování městského opevnění proběhlo v roce 1420, kdy Brno očekávalo útok husitů. Po roce 1486 byly hradby rozšířeny kolem klášteru augustiniánů. Když bylo Brno ohroženo útokem Turků, došlo v roce 1508 k dalšímu zdokonalování hradebního systému. V 16. století prošlo hradební pásmo rozsáhlou přestavbou, během které byly městské brány posíleny barbakány. K poslední větší přestavbě brněnského opevnění došlo v 17. století před obležením Brna Švédy v roce 1645. V té době byla hradba podle dobových vyobrazení zesílena 43 věžemi, parkánová zeď měla věží 12. Posíleno bylo i opevnění augustiniánského kláštera, který již od počátku tvořil samostatnou pevnost, neboť od města byl oddělen původními hradbami a nově též i vodním příkopem.

### Barokní pevnost
Po neúspěšném dobývání města Švédy v roce 1645 bylo rozhodnuto o přeměně Brna na pevnostní město, což však naráželo na nedostatek financí. Práce začaly až o 10 let později, kdy císař Ferdinand III. nařídil urychleně posílit opevnění kvůli vypuknutí švédsko-slezské války. Vnitřní bastionové pásmo s vodním příkopem vyprojektoval v 60. letech 17. století císařský inženýr Giovani Tensini, na opevňovacích pracích ve městě i Špilberku se podílel Giovanni Battista Pieroni. Barokní bastionové opevnění bylo dokončeno do roku 1688 (zahrnovalo celkem osm bastionů), přičemž staré hradby byly prakticky opuštěny. Část zdí byla zbourána a zdivo bylo použito pro výstavbu nových obytných domů. Na jihu a východě města byl zasypán hradní příkop, v některých případech byl však zastřešen a využíván jako sklepení, přičemž některé části sklepních prostor se zachovaly do dnešních dnů. Byly zrušeny i barbakány (vyjma u Židovské a Brněnské brány). Zánik středověkého městského opevnění byl však postupný a trval ještě mnoho desetiletí.
Ve 30. letech 18. století byl podle projektu Filipa de Rochepine ještě před příkop vystavěn vnější, nižší pás bastionů. Další úpravy proběhly ve 40. letech 18. století v souvislosti s pruským vpádem do českých zemí. Celá městská pevnost byla také spojena opevněním s citadelou na Špilberku.

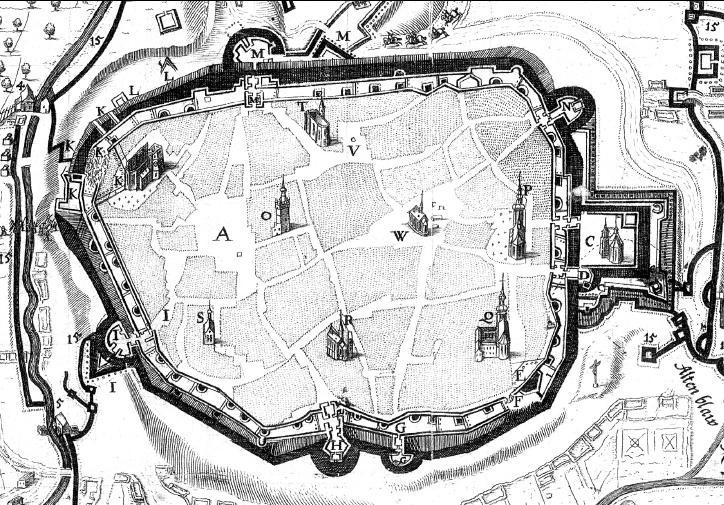
Plán brněnských hradeb v 17. století
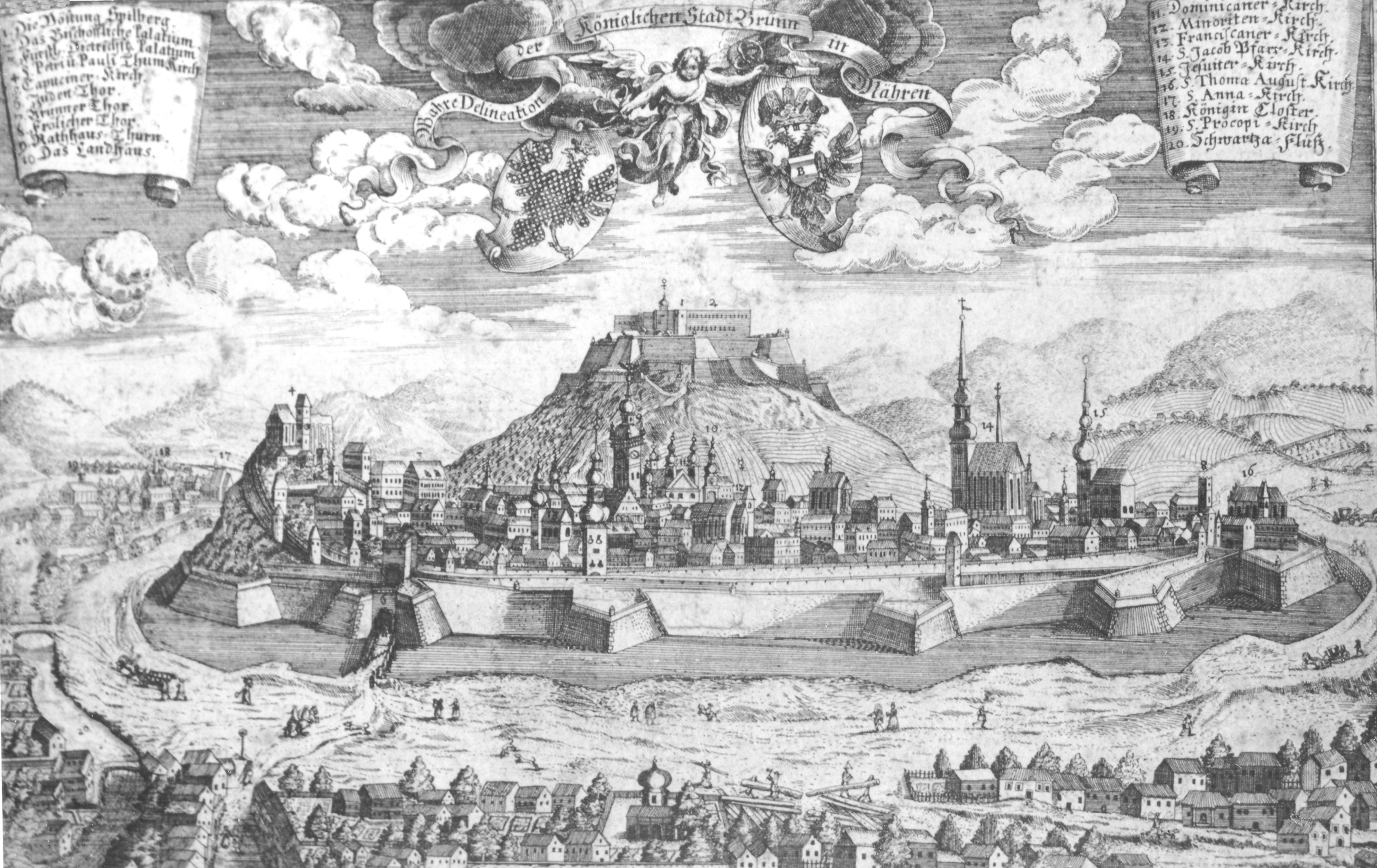
Pohled na Brno od jihovýchodu s barokním bastionovým opevněním a citadelou na Špilberku (kolem 1700)
Plán brněnské pevnosti z roku 1754

### Zánik

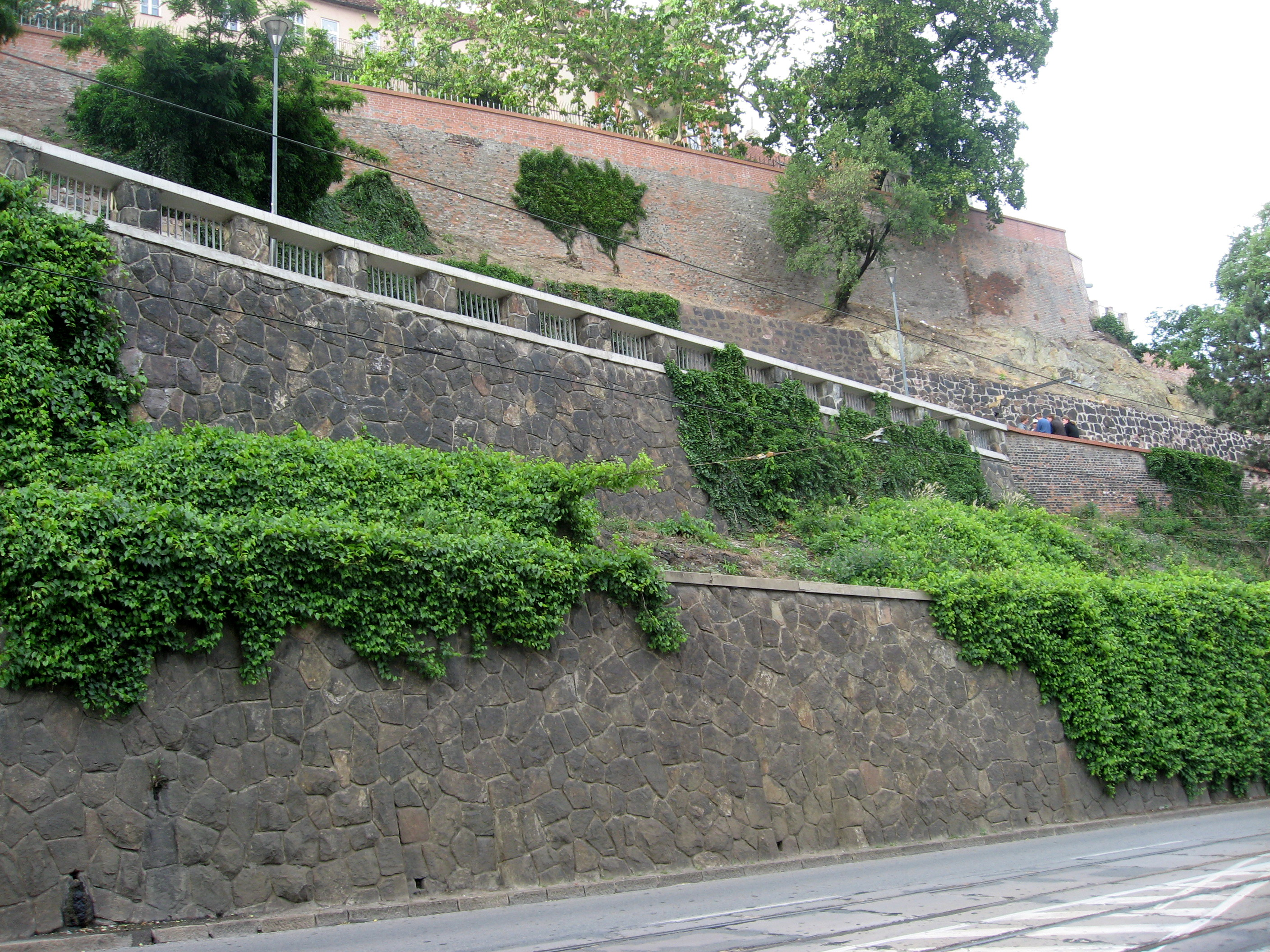
Terasy pod Petrovem, jejichž součástí je i původní hradební systém (2008)

Na počátku 19. století obsadila Brno Napoleonova armáda. Při jejím definitivním odchodu v roce 1809 nechal Napoleon svrhnout část fortifikačního systému Brna – zničena byla většina opevnění Špilberku a také vnější bastionový pás města. Během druhého desetiletí 19. století začaly být plochy bastionů sadově upravovány, pod Petrovem dokonce vznikl okrasný park (nyní Denisovy sady). Před bastiony na východní straně města na kolišti vznikla promenádní alej. František Josef I. vydal 25. prosince 1852 nařízení, podle kterého již Brno přestalo být vojenským městem a zbylé části hradeb byly dále bourány. Bastionový pás byl zbourán během 60. let 19. století, část kolem vlakového nádraží zanikla již dříve. Na místě městského barokního opevnění poté vznikla reprezentativní okružní třída, později částečně zastavěná.

## Městské brány

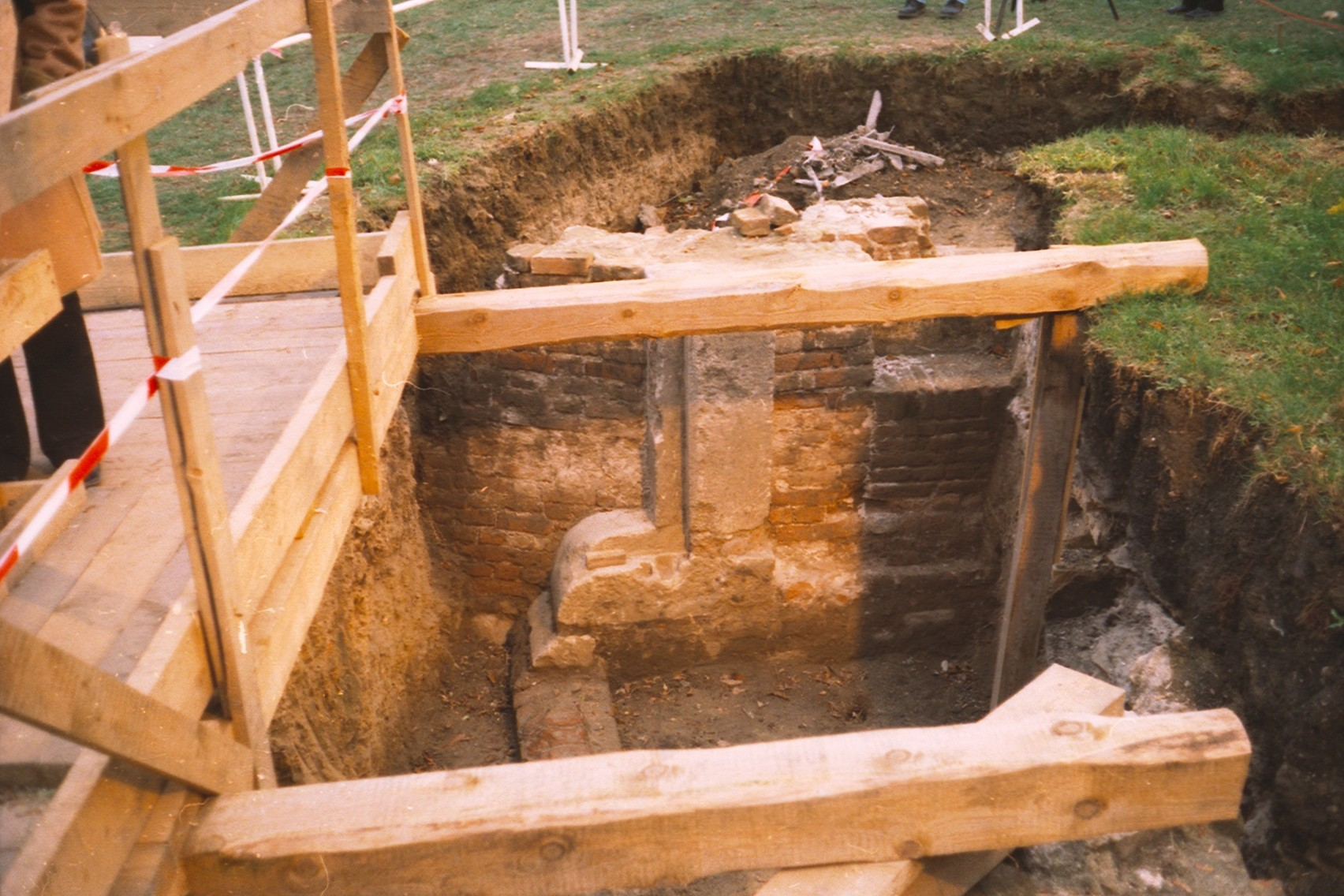
Zbytky předbraní Běhounské (Dřevěné) brány objevené v roce 2004

V hradbách bylo původně pět městských bran: Běhounská, Brněnská, Měnínská, Veselá a Židovská. V pozdější době na čas přibyly brány Hackelova a Nová. Brány byly neustále střeženy a na noc se zavíraly, z každé vedly celkem dvě ulice. Pojmenování brněnských bran je poměrně výjimečné, jelikož jsou jejich názvy odvozeny od přilehlých městských čtvrtí, zatímco většina jiných bran městských opevnění získala název po názvu místa, kam mířily cesty vedoucí z bran. Prostory bran sloužily zároveň jako skladiště zbraní a střelného prachu. Všechny brány byly na sklonku středověku vybaveny barbakány.

### Běhounská brána
Brána Běhounská (někdy též zvaná Rýnská podle místních obyvatel, kteří pocházeli od Rýna) se nacházela na spojnici stejnojmenné ulice a ulice Kozí. Od ní vedly cesty směrem na Královo Pole a dále směrem do Čech a Slezska. Byla postavena v roce 1252, v letech 1354–1356 byla v souvislosti se stavbou kláštera augustiniánů, který se nacházel poblíž, přestavěna. Od konce 15. století se o bráně hovoří již jako o Tišnovské. Ještě koncem 15. století byla provedena přestavba brány, neboť do systému městského opevnění byl pojat i klášter augustiniánů, do té doby ležící před hradbami a nijak nechráněný. Od konce 17. století je brána Běhounská uváděna pod názvem Dřevěná podle blízkého skladu dřeva.

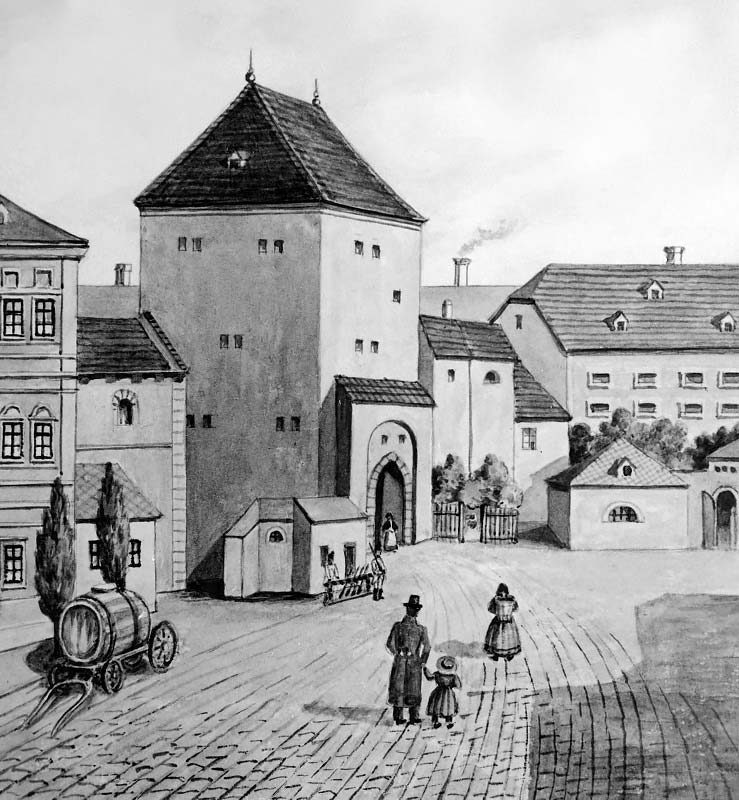
Brněnská brána na Šilingrově náměstí (kresba, 1848)

Původní brána byla funkční i po stavbě bastionového opevnění, cesta se ale za ní spojovala s cestou od původní Veselé brány a společně pak pokračovaly do Nové Veselé brány v kurtině mezi bastiony. Brána, nacházející se ve středověké hradební zdi, byla zbořena před rokem 1817.

### Brněnská brána
Brněnská brána se nacházela na Šilingrově náměstí na spojnici Dominikánské a Starobrněnské ulice. Cesta z ní vedla na Staré Brno a dále na Mikulov. První písemná zmínka o bráně pochází z roku 1269, pravděpodobně však byla postavena o něco dříve. V roce 1596 byl bleskem zapálen střelný prach uskladněný v bráně, která tak byla výbuchem silně poškozena. Brána zanikla v letech 1848–1852.

### Hackelova brána

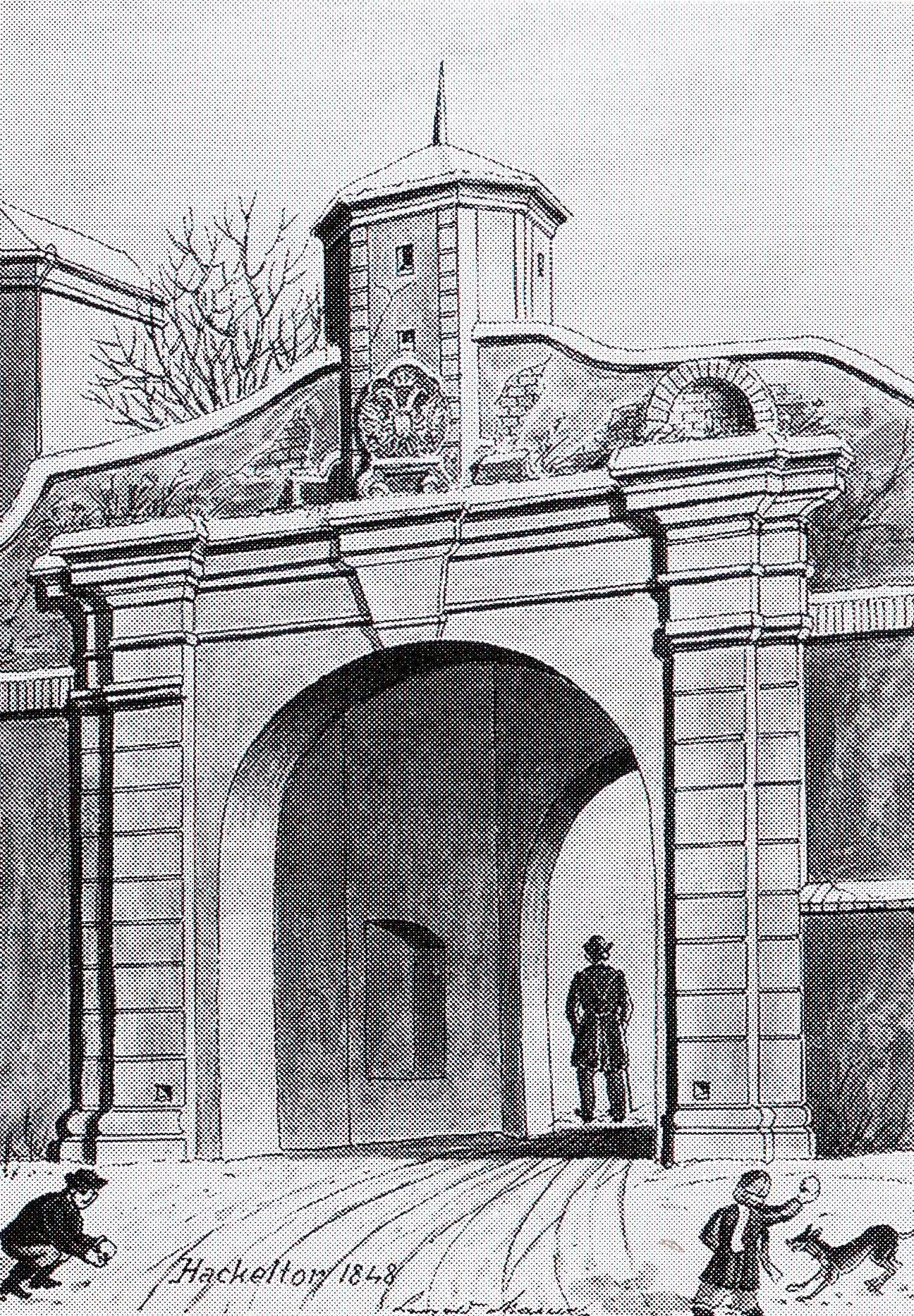
Hackelova brána, perokresba Leopolda Masura z roku 1848

Hackelova brána byla postavena v bastionovém pásu směrem k tehdejší vesnici Švábka (nyní Údolní ulice) v roce 1744. Mohla ale být využívána pouze vnitroměstským provozem a často byla uzavírána, takže si vysloužila přezdívku Slepá brána. Zbořena byla v roce 1861.

### Měnínská brána

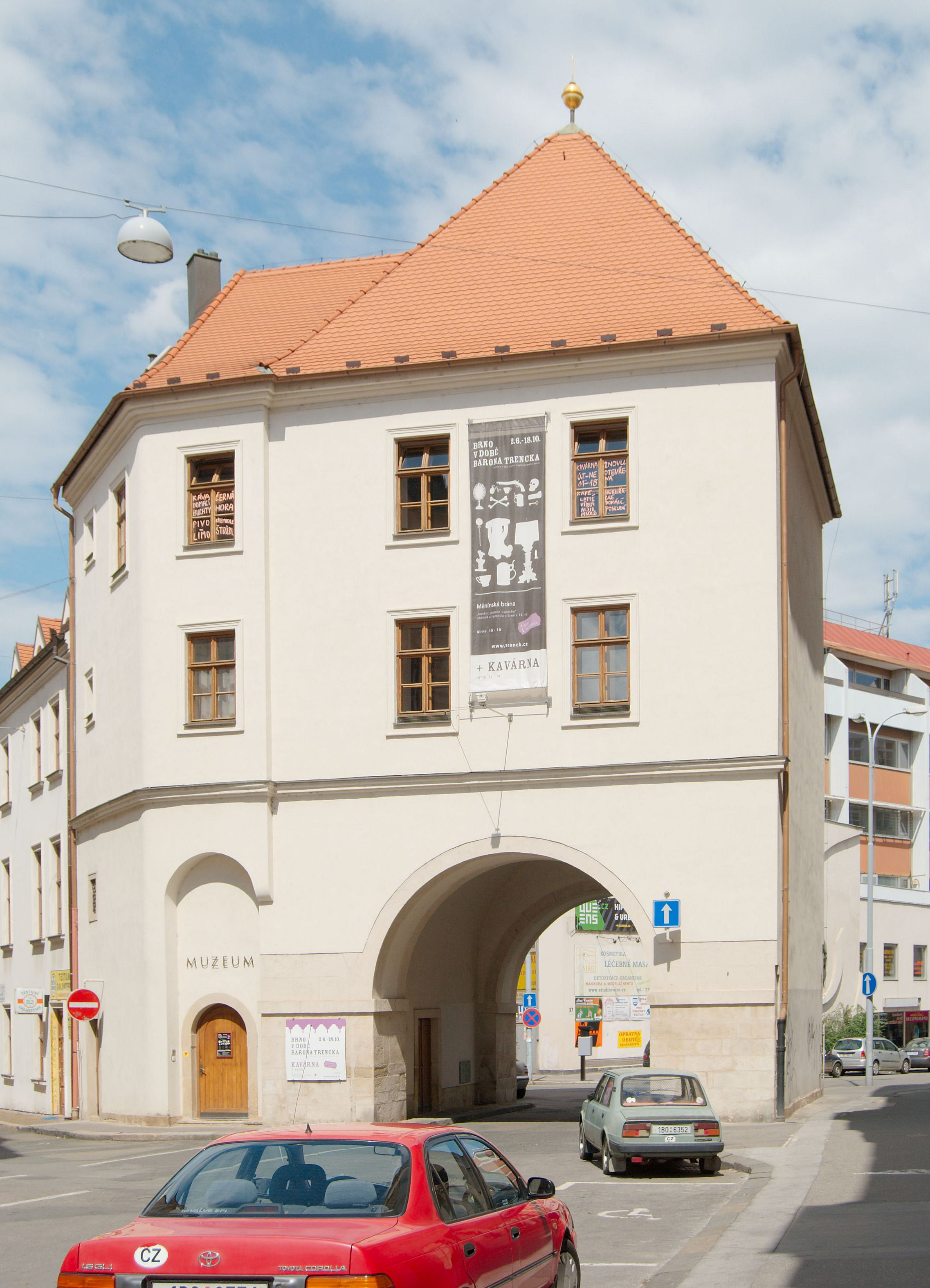
Měnínská brána, jediná dochovaná brána městských hradeb (2009)

Měnínská brána je jedinou městskou branou brněnského hradebního systému, která se dochovala do současnosti. Její název a potažmo název místní přiléhající čtvrti je odvozen od názvu obce Měnína, ležící na důležité obchodní cestě, která z brány vycházela. První zmínka o bráně pochází z června roku 1293. Většina oblehatelů Brna přišla z jihovýchodu, proto byla brána více střežena. Během první poloviny 14. století byla přesunuta na nové místo na Orlí ulici, na původní lokaci na souběhu ulic Kobližná a Jánská byla ponechána městská branka. Kolem roku 1500 byla Měnínská brána buď zcela nově postavena či výrazně přestavěna. Koncem 16. století byly na bránu instalovány věžní hodiny, ve století následujícím byly na Měnínské i několika dalších branách strženy barbakány. Stavbou bastionového opevnění ztratila Měnínská brána zcela svůj význam, neboť skrz ni byl přístupný pouze bastion. V roce 1839 byla výška Měnínské brány snížena o jedno patro a byla uzpůsobena obytným účelům. V 60. letech 20. století přešla do správy města, v letech 1977–1988 byla rekonstruována. Dnes slouží jako výstavní prostory Muzea města Brna.

### Nová brána
Nová brána byla zřízena roku 1786 v kurtině před městskou brankou (původní Měnínská brána) v místě, kudy od stavby bastionového opevnění vytékal pouze potok (nyní prostor Malinovského náměstí). Zbořena byla v roce 1863.

### Veselá brána
Veselá brána byla umístěna na křižovatce ulic Veselá a Česká. Poprvé je zmiňována v roce 1340, vycházelo se z ní na hrad Veveří a dále směrem na Českomoravskou vrchovinu. V roce 1580 do přilehlé věže brány uhodil blesk, při které explodovaly sudy s prachem uložené v prostorech brány a brána byla tehdy vážně poškozena. V 70. letech 17. století byla brána přestavěna a posunuta dále od města (kvůli stavbě bastionového opevnění), zároveň byla postavena Nová Veselá brána v kurtině mezi bastiony, u které se spojovaly cesty vedoucí od původních bran Veselé a Dřevěné (původně Běhounské). Stará brána zanikla v 18. století, Nová Veselá brána byla zbořena na přelomu let 1859 a 1860.

### Židovská brána

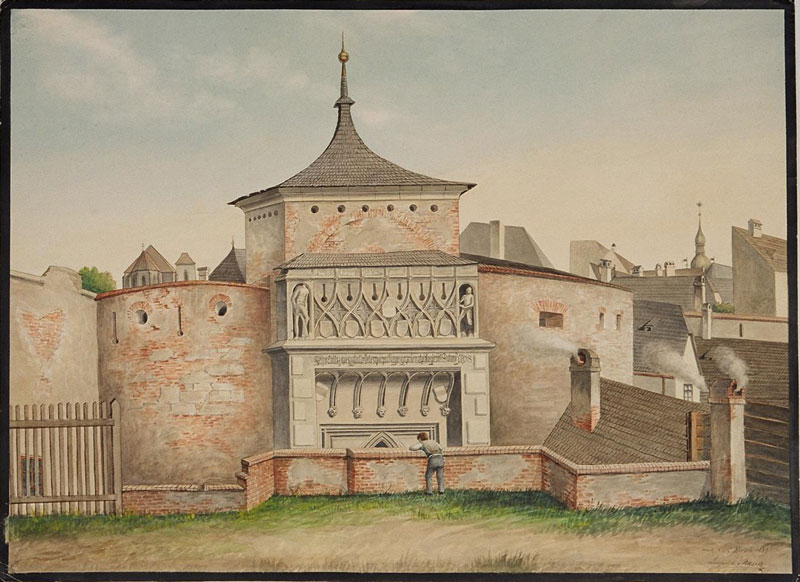
Židovská brána před rokem 1835

Židovská brána byla jedinou branou, kterou mohli ke vstupu do města používat židé, na nichž bylo vybíráno tzv. židovské mýto. Nacházela se při dnešním ústí Masarykovy ulice k vlakovému nádraží. První zmínka o ní pochází z roku 1328. V letech 1350–1353 byly postaveny věže vnitřní i vnější brány. V roce 1508 byla brána výrazně přestavěna, vyzdobil ji sochař Antonín Pilgram. Osadil bránu kamennými hlavami různých postav, přičemž jedna z nich – mužská hlava s kápí – měl být sám Pilgram. Židovská brána byla v roce 1663 v souvislosti se stavbou bastionového opevnění přestavěna a posunuta dále od města. Brána byla z obranných důvodů původně trojitá, před rokem 1817 však byly dvě brány zbořeny a o něco později i brána třetí.
Na místě třetí brány byla v roce 1835 postavena menší brána Ferdinandova, avšak i ta byla v roce 1864 zbořena, aby uvolnila místo rozrůstající se městské zástavbě.

## Novodobé události a dochované části

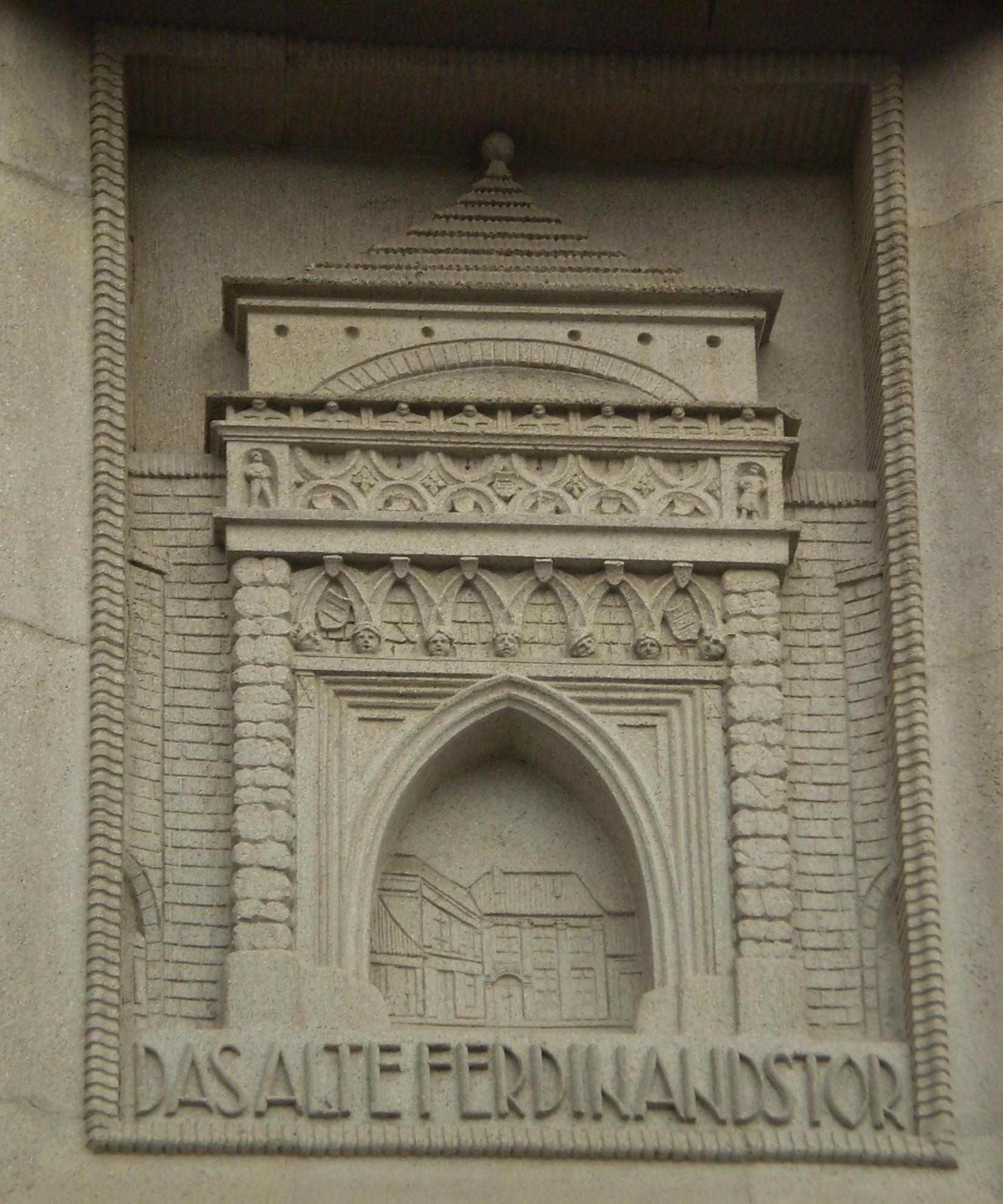
Reliéf na rohu domu při ústí Masarykovy ulice připomínající Ferdinandovu bránu (2008)

K 23. březnu 1964 byly zbytky městského opevnění zapsány na seznam nemovitých kulturních památek pod číslem 26220/7-208. Do současnosti asi nejlépe zachovalý úsek městských hradeb se nachází za budovou Střední uměleckoprůmyslové školy na Husově ulici. Prošel mezi lety 1998–2001 rekonstrukcí, která měla především pomocí speciální pryskyřice zajistit statickou funkci dochované hradní zdi. Restaurátoři ve spolupráci s dalšími odborníky opravovali a dokumentovali 37 metrů dlouhý úsek zdiva, jenž ve svém nejvyšším vrcholu dosahoval výšky 7,5 metru a obsahoval mimo jiné pozůstatky po jedné z hradebních věží. V hradbě byly nalezeny zazděné otvory o rozměrech přibližně 0,2 × 1,8 metrů, které měly sloužit pro uchycení stojek podsebití na vnější straně hradeb.
Náklady na rekonstrukci zachovaného hradebního úseku pod Petrovem (kde se zachovala také jedna z bašt) dosáhly 18,5 milionů korun a ani po rekonstrukci nebyly vyřešeny majetkové poměry týkající se tohoto hradebního úseku – není totiž jasné, zda hradby patří biskupství, městu či kapucínům. Slavnostní otevření nově zrekonstruované části proběhlo 30. října 2001 za účasti tehdejšího primátora Petra Duchoně i dalších významných osobností.

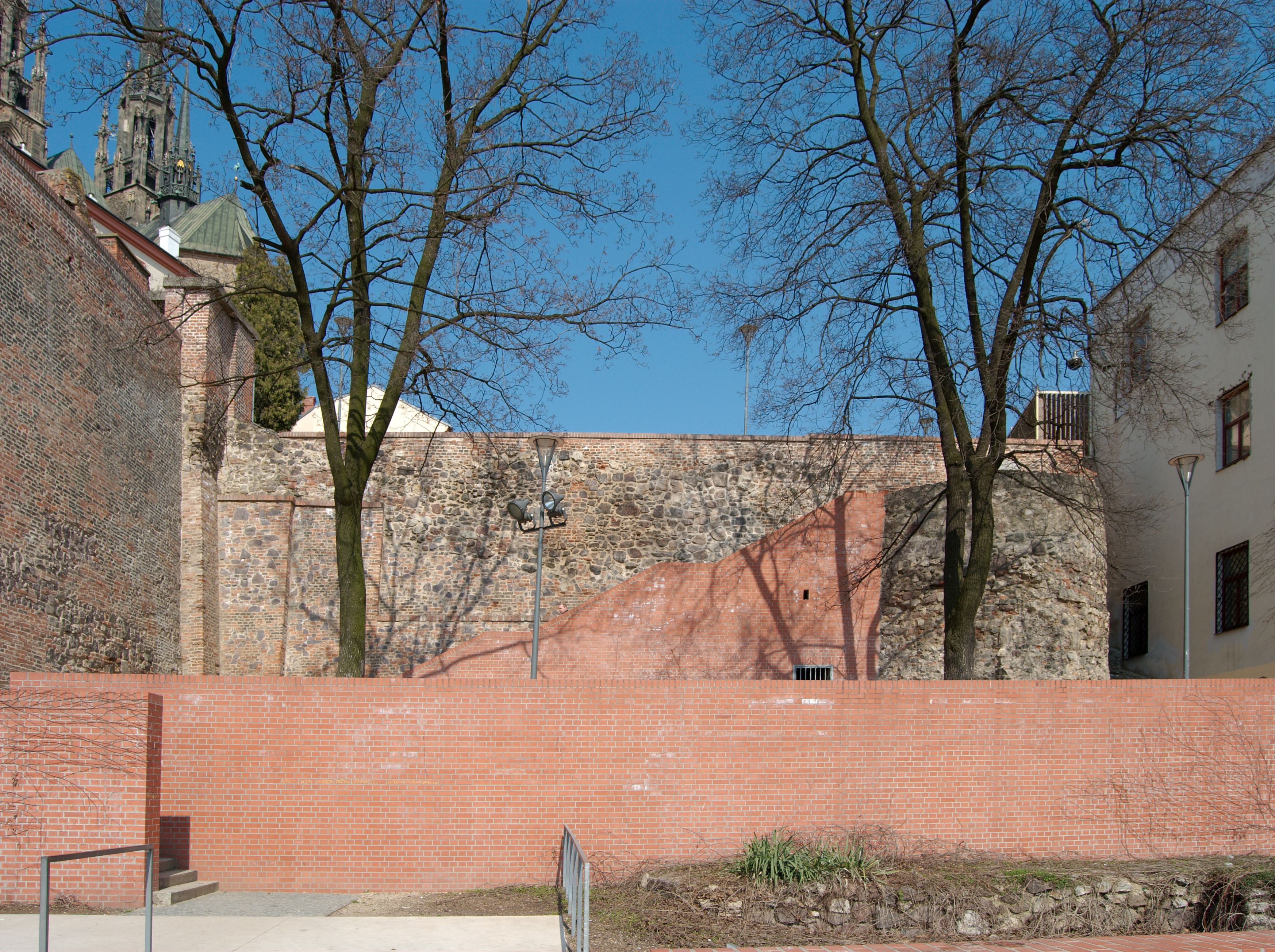
Původní hradby s nově zkonstruovaným schodištěm při ulici Bašty

Další fragment hradeb je dochován za domem v Jezuitské ulici 13. Jedná se asi o 29 metrů dlouhý úsek o šířce jednoho metru, který byl však částečně znehodnocen nešetrnou rekonstrukcí v roce 2005. Četné pozůstatky hradebního opevnění se nacházejí pod Petrovem na jeho jihozápadní straně. Hradby se zde staly součástí petrovských teras, v některých kanovnických domech zde lze spatřit i pozůstatky jedné z bašt.
Z bran se jako jediná celá dochovala Měnínská, z dalších se dochovaly jen fragmenty. Některé části Židovské brány jsou dnes uloženy v lapidáriu na Špilberku. Ferdinandovu bránu dnes připomíná kamenný reliéf na rohu domu, který se nachází na počátku Masarykovy ulice u vlakového nádraží. Jeden ze znaků Brněnské městské brány se dochoval na domu v Údolní ulici č. 7 ze strany jeho nádvoří. V souvislosti se stavbou brněnského kolektoru byly v roce 2007 prozkoumány pozůstatky Veselé brány.
Z Běhounské brány se dochovalo několik fragmentů v podzemních prostorách pod Běhounskou ulicí. Zbytky předbraní této brány byly objeveny v roce 2004 v parčíku mezi Místodržitelským palácem a Janáčkovým divadlem, kde by podle studie měl vzniknout amfiteátr s těmito odkrytými zbytky. Další části Běhounské (resp. Dřevěné) brány byly nalezeny v roce 2010 při rekonstrukci Běhounské ulice. Architekti mají v plánu odlišnou dlažbou zvýraznit místo, kde původně stála.